# 定則
定則（Rule）是一種特定用於解決或計算問題的數學方法。有時也稱作法則。定則與定律（Law）有時都會被稱為法則。

## 舉例
- 羅必達定則
- 右手定則
- 乘積定則